# Saint-Germain-de-Prinçay
Saint-Germain-de-Prinçay é uma comuna francesa na região administrativa da Pays de la Loire, no departamento de Vendéia. Estende-se por uma área de 24,34 km². Em 2010 a comuna tinha 1 593 habitantes (densidade: 65,4 hab./km²).